# Place de Clichy metróállomás
A Place de Clichy egy metróállomás Franciaországban, Párizsban a párizsi metró 2-es és 13-as metróvonalán. Tulajdonosa és üzemeltetője a RATP.

## Metróvonalak
Az állomást az alábbi metróvonalak érintik:
- 2-es metróvonal
- 13-as metróvonal

## Kapcsolódó állomások
A metróállomáshoz az alábbi állomások vannak a legközelebb:
- Rome (Porte Dauphine, 2-es metróvonal)
- Blanche (Nation, 2-es metróvonal)
- La Fourche (Les Courtilles, Saint-Denis – Université, 13-as metróvonal)
- Liège (Châtillon - Montrouge, 13-as metróvonal)